# Szent Mihály-templom (Sotosalbos)
A Szent Mihály-templom a spanyolországi Sotosalbos jelentős műemléke, valószínűleg a 11. vagy 12. században épült. Segovia tartomány egyik legismertebb és leglátogatottabb középkori temploma.

## Története
A 11. vagy a 12. században épülhetett eredetileg egyhajós templomként, később egy újabb hajóval és toronnyal bővítették. A ma is meglevő egyenes záródású szentély még az eredeti építési időszakból származik, de a többi rész a 13. és a 16. század közötti időkben épült. A templomot Juan Ruiz, a híres író is többször meglátogatta a 14. században. 1973. május 17-én nemzeti műemlékké nyilvánították.

## Leírása
A romanikus stílusú, faragott mészkőelemekből épült templom a közép-spanyolországi Segovia tartományban, Sotosalbos településen található. Az épület legfőbb jellegzetessége a déli oldalon található bélletes kapu, valamint attól jobbra és balra egy-egy árkádsor: előbbi három csúcsos, utóbbi négy félköríves ívből áll. Az árkádsort tagoló oszlopok fejezeteit különös állatokat és lényeket (griffek, manók, hárpiák, sellő-madarak, oroszlánok, sárkányok), valamint például a háromkirályokat ábrázoló faragványok díszítik. A déli homlokzat tetején végigfutó párkányzaton apró szobrok és domborművek sokasága sorakozik: ezek emberfejeket, állatokat, virágokat és a mindennapi életből vett jeleneteket ábrázolnak.
Négyzet alaprajzú, viszonylag lapos gúla alakú sisakkal fedett, háromszintes tornya az északkeleti sarkán emelkedik. Érdekessége a második szinten mind a négy oldalon elhelyezkedő két-két félköríves záródású vaknyílás.
Belsejében, ahol egy kis múzeumot is kialakítottak, értékes műalkotások találhatók, többek között romanikus falképek, egy 13. századi „Hegységi Szűzanya”-szobor, egy keresztelőkút, amelynek tartóoszlopát szövevényes növényi motívumok díszítik, egy barokk főoltár és egy ezüstből készült kereszt, amelyet Antonio de Oquendo ötvösművész készített a 16. században.

## Képek

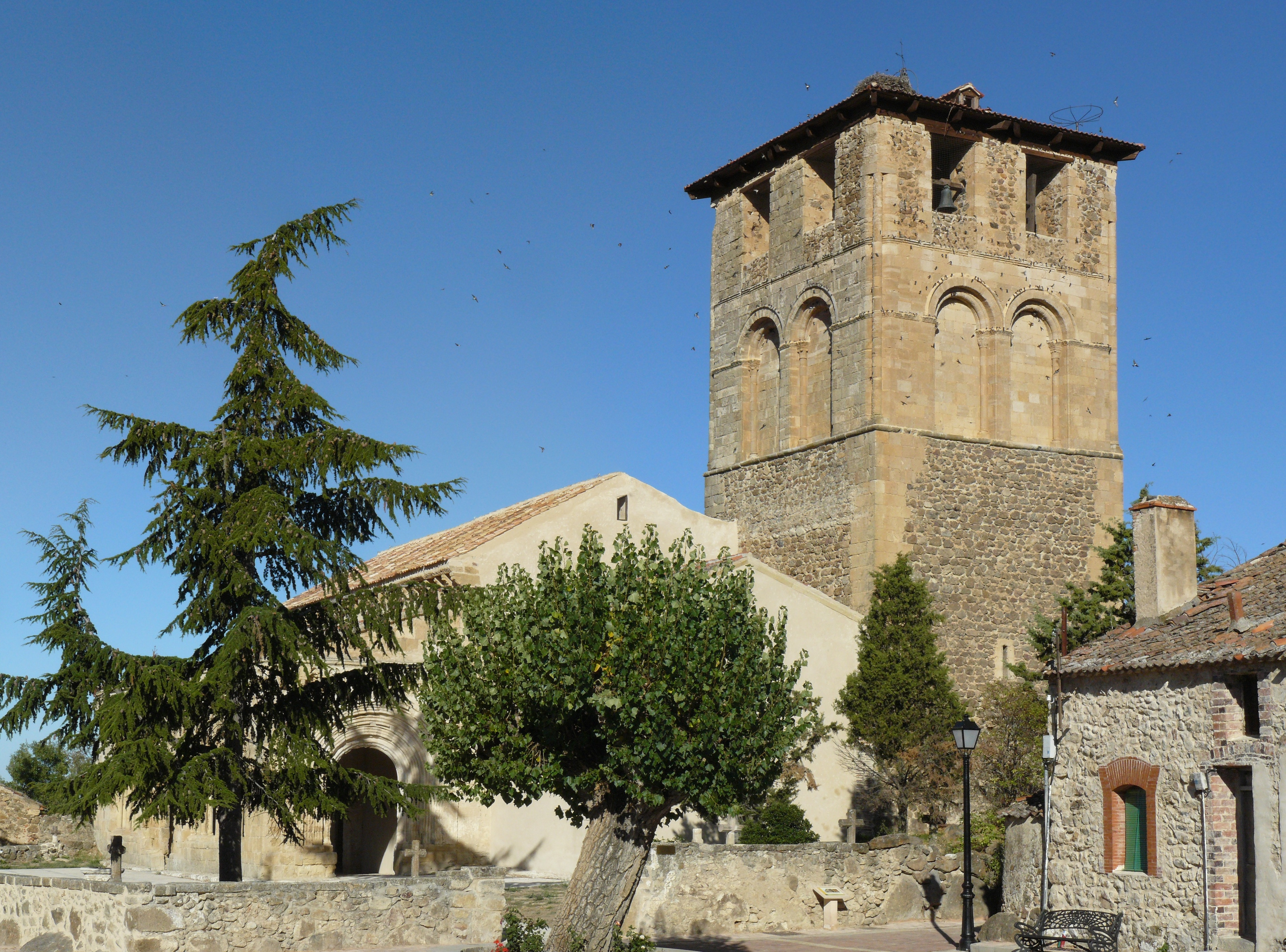
Látképe a toronnyal
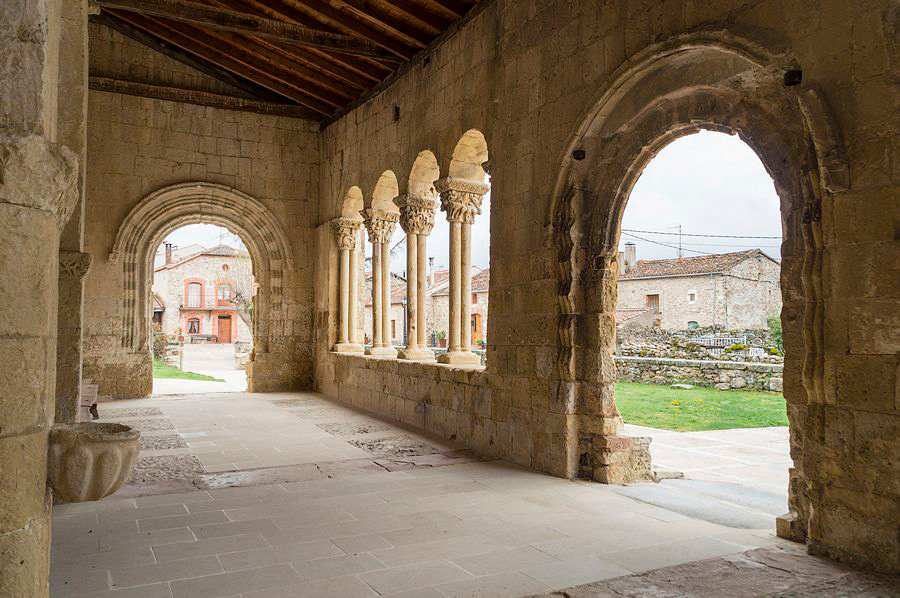
Kapuk és árkádok
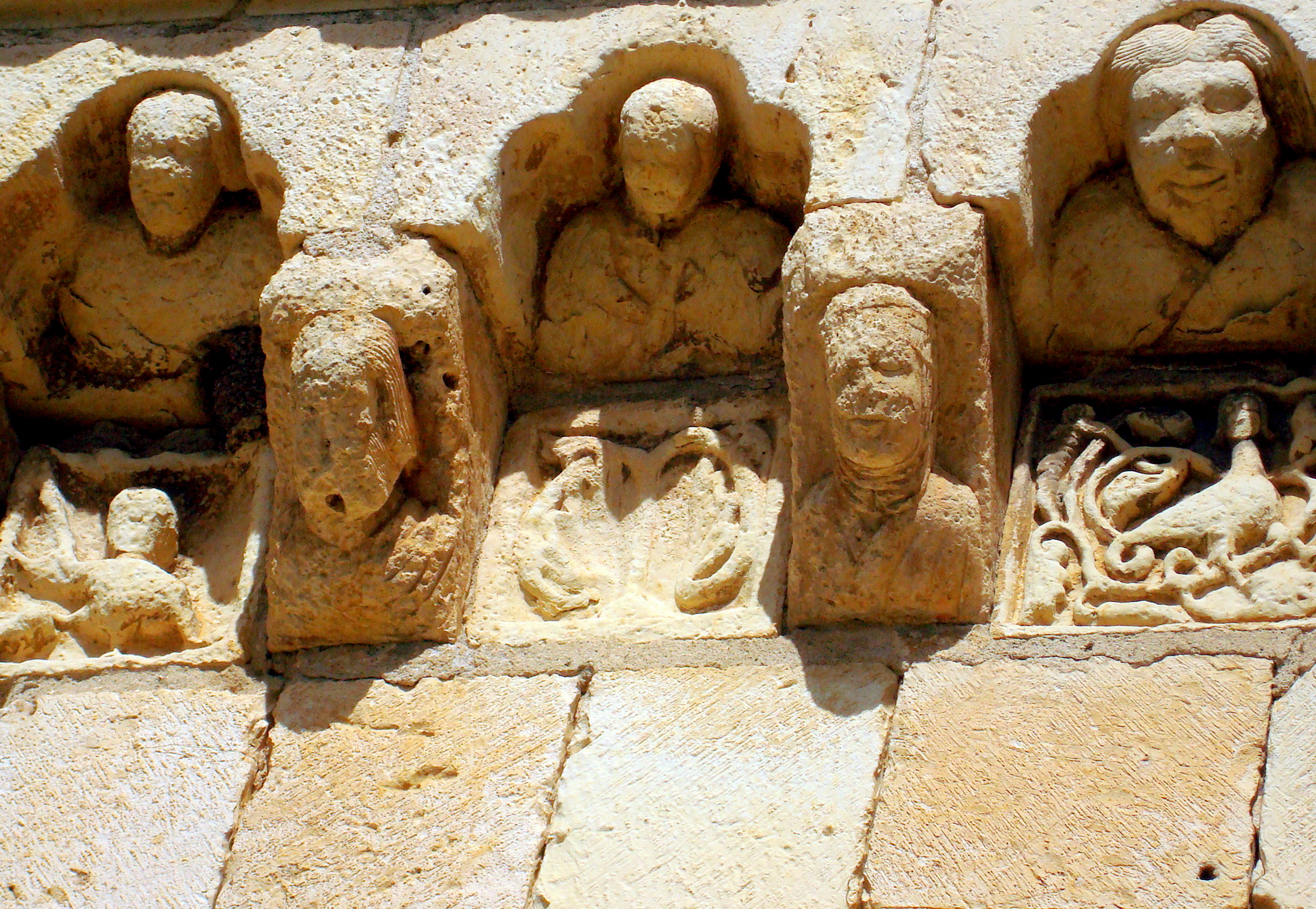
A déli oldal párkányzatát díszítő arcok
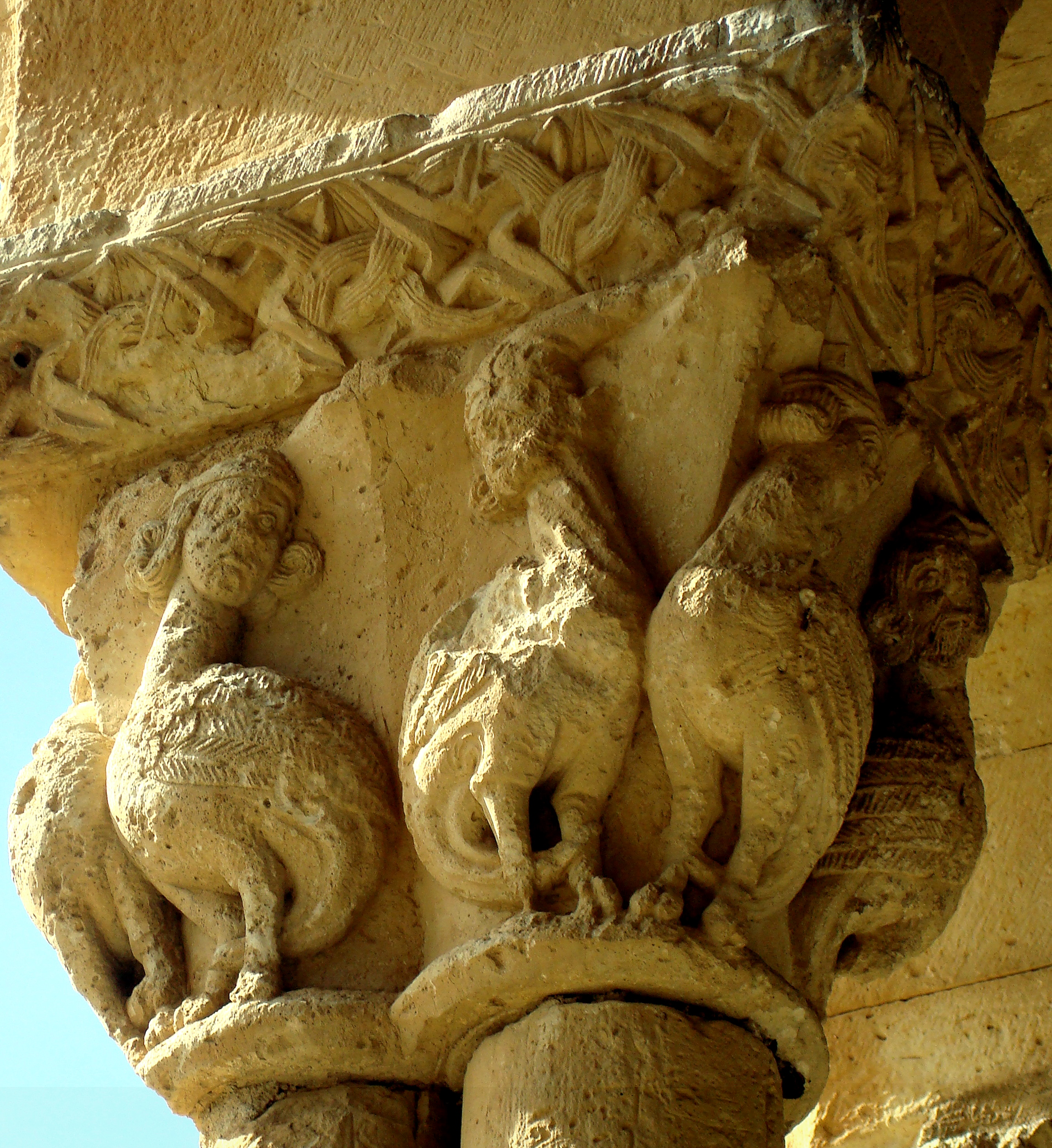
Hárpiákkal díszített oszlopfő
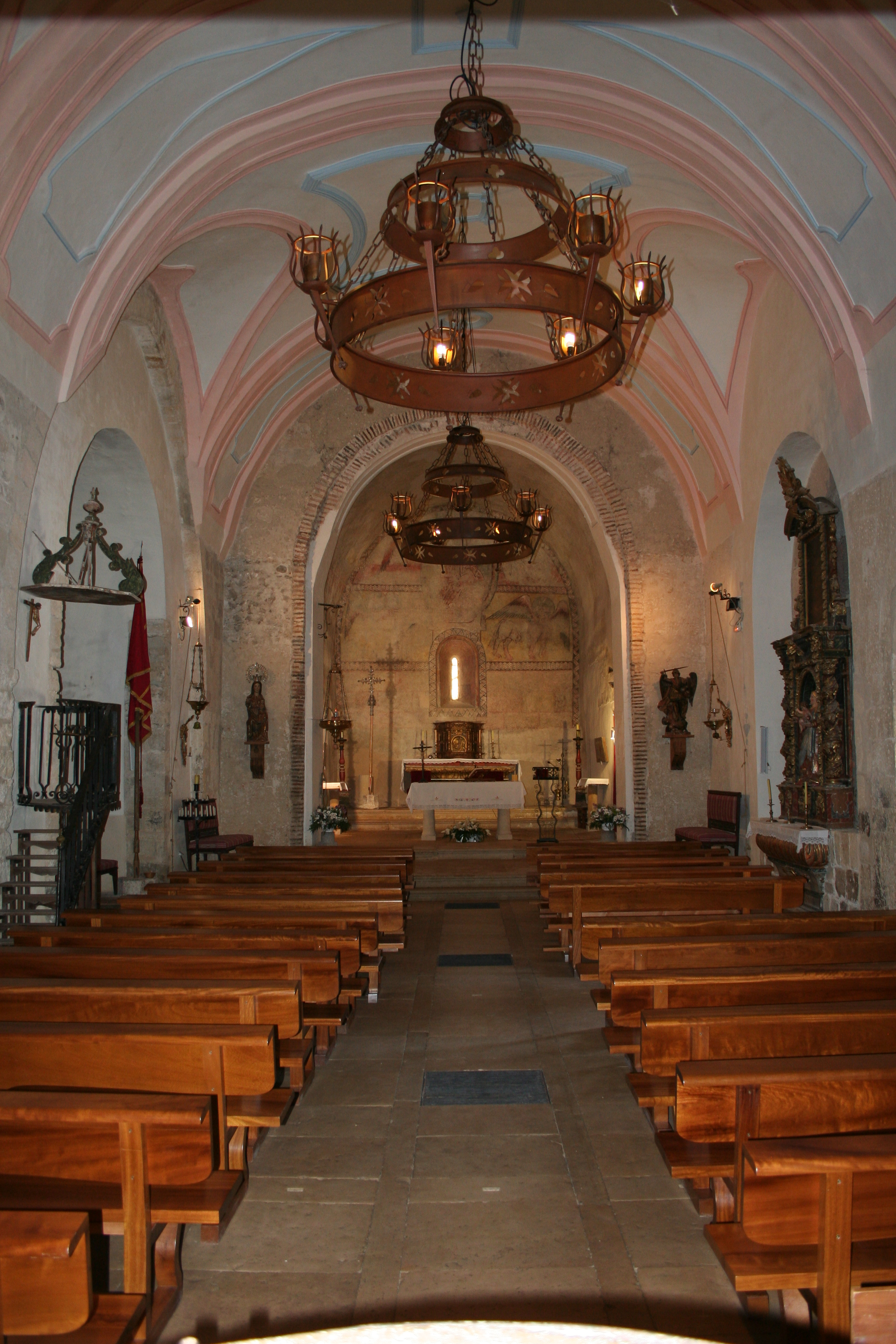
Belső kép